# Paragehyra gabriellae
Espèce
Statut de conservation UICN

 EN B1ab(iii) : En danger
Paragehyra gabriellae est une espèce de geckos de la famille des Gekkonidae.

## Répartition
Cette espèce est endémique du Sud de Madagascar.

## Étymologie
Cette espèce est nommée en l'honneur de Gabriella Raharimanana.

## Publication originale
- Nussbaum & Raxworthy, 1994 : The genus Paragehyra (Reptilia: Sauria: Gekkonidae) in southern Madagascar. Journal of Zoology, vol. 232, n. 1, p. 37-59.